# Scienze ambientali

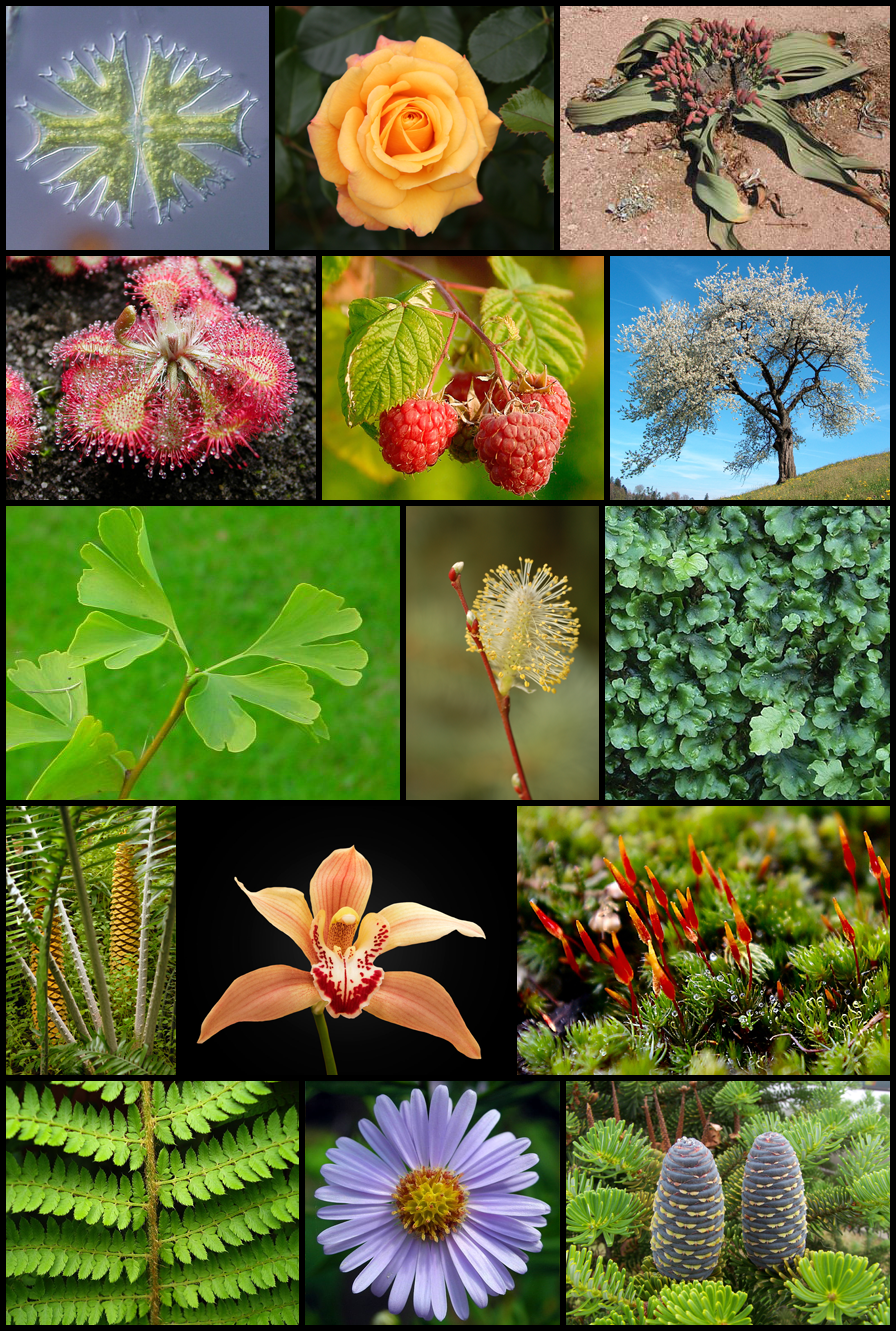

La scienza ambientale è un campo accademico interdisciplinare che integra scienze fisiche, biologiche e dell'informazione (tra cui ecologia, biologia, fisica, chimica, scienze delle piante, zoologia, mineralogia, oceanologia, limnologia, scienze del suolo, geologia e geografia fisica (geodesia) e scienza atmosferica) allo studio dell'ambiente e alla soluzione dei problemi ambientali. La scienza ambientale è emersa dai campi della storia naturale e della medicina durante l'Illuminismo. Oggi fornisce un approccio integrato, quantitativo e interdisciplinare allo studio dei sistemi ambientali.

## Storia
Le scienze ambientali si svilupparono nei primi anni 1960. Ciò fu dettato dalla necessità di disporre di esperti con conoscenze multidisciplinari per lo studio di problematiche ambientali complesse, dall'emanazione di leggi ambientali richiedenti l'osservanza di specifici protocolli di investigazione e dalla sempre più crescente consapevolezza dell'opinione pubblica riguardo alle problematiche ambientali.

## Descrizione

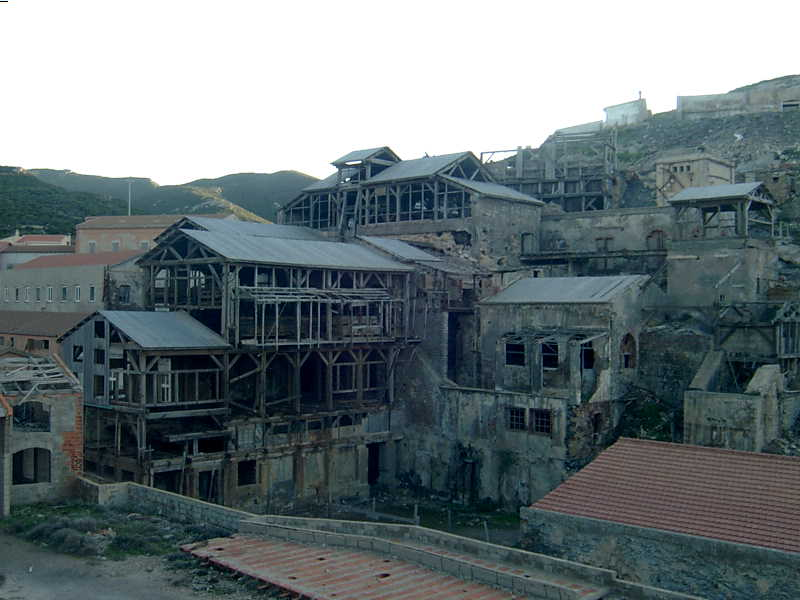
Una miniera dell'Argentiera a Sassari

Aree di studio correlate includono studi ambientali e ingegneria ambientale. Gli studi ambientali comprendono più scienze sociali per comprendere le relazioni umane, le percezioni e le politiche nei confronti dell'ambiente. L'ingegneria ambientale invece si concentra su design e tecnologia per migliorare la qualità ambientale in ogni aspetto. Gli scienziati ambientali lavorano su argomenti come la comprensione dei processi terrestri, la valutazione dei sistemi energetici alternativi , il controllo dell'inquinamento e la mitigazione, la gestione delle risorse naturali e gli effetti del cambiamento climatico globale .  Le questioni ambientali includono quasi sempre un'interazione di processi fisici, chimici e biologici.  Gli scienziati ambientali portano un approccio sistemico all'analisi dei problemi ambientali.  Gli elementi chiave di uno scienziato ambientale efficace includono la capacità di correlare lo spazio, le relazioni temporali e l'analisi quantitativa.
La scienza ambientale si è sviluppata come un campo sostanziale e attivo di indagine scientifica negli anni '60 e '70, spinto da (a) la necessità di un approccio multidisciplinare per analizzare complessi problemi ambientali, (b) l'arrivo di leggi sostanziali sull'ambiente che richiedono specifici protocolli ambientali di indagine e (c) la crescente consapevolezza dell'opinione pubblica sulla necessità di agire nell'affrontare i problemi ambientali.  Gli eventi che hanno stimolato questo sviluppo includevano la pubblicazione del famoso libro ambientale di Rachel Carson Silent Spring  insieme a importanti questioni ambientali che divennero molto pubbliche, come la fuoriuscita di petrolio di Santa Barbara del 1969 e il fiume Cuyahoga di Cleveland, Ohio, "prendi fuoco" (anche nel 1969), e ha contribuito ad aumentare la visibilità delle questioni ambientali e creare questo nuovo campo di studi.

### Interdisciplinarità
Il carattere di interdisciplinarità è evidenziato dalla sovrapposizione di ambiti concernenti le scienze naturali, l'ingegneria e le scienze sociali.  Le scienze ambientali sono focalizzate sull'inquinamento e sulla degradazione dell'ambiente legati alle attività umane e sul loro impatto ambientale sulla biodiversità e sostenibilità. In ambito interdisciplinare, le scienze ambientali sfruttano anche conoscenze derivate dall'economia, dal diritto e dalle scienze sociali. Le specifiche conoscenze possono essere anche applicate a un ambiente del cyberspazio. La fisica viene utilizzata per studiare i flussi di materia e le interazioni energetiche, oltre che per costruire modelli matematici per descrivere i fenomeni ambientali. La chimica permette di comprendere le interazioni e le modificazioni molecolari occorrenti nei sistemi naturali. La biologia è fondamentale per descrivere gli effetti tra i regni animale e vegetale.

### Tematiche e discipline
Le scienze ambientali includono problematiche quali il mutamento climatico, la conservazione, la biodiversità, l'inquinamento delle falde e del suolo, l'uso delle risorse naturali, la gestione dei rifiuti, lo sviluppo sostenibile, l'inquinamento dell'aria e l'inquinamento acustico.
Le principali discipline con afferenza alle scienze ambientali sono:
- le scienze della Terra;
- la scienza dell'atmosfera;
- la chimica ambientale;
- l'ecologia;
- l'agraria;
- l'ingegneria per l'ambiente e il territorio;
- il diritto ambientale;
- l'economia ecologica;
- l'ecologia sociale.

## Regolamento che guida gli studi
Negli Stati Uniti, la National Environmental Policy Act (NEPA) del 1969 stabiliva requisiti per l'analisi di grandi progetti in termini di criteri ambientali specifici.  Numerose leggi statali hanno riecheggiato questi mandati, applicando i principi alle azioni su scala locale.  Il risultato è stata un'esplosione di documentazione e studio delle conseguenze ambientali prima del fatto delle azioni di sviluppo.
Si possono esaminare le specificità della scienza ambientale leggendo esempi di dichiarazioni di impatto ambientale preparate nell'ambito della NEPA come: Opzioni di espansione del trattamento delle acque reflue che scaricano nell'estuario di San Diego / Tijuana , Espansione dell'Aeroporto Internazionale di San Francisco , Sviluppo di Houston , Sistema di trasporto della metropolitana , Espansione del sistema di trasporto metropolitano di Boston MBTA e costruzione dell'Interstate 66 attraverso Arlington, Virginia .
In Inghilterra e nel Galles, l'Agenzia per l'ambiente (EA),  costituita nel 1996, è un ente pubblico per la protezione e il miglioramento dell'ambiente e applica le normative elencate sulle comunità e sul sito del governo locale. (ex ufficio del vice primo ministro).  L'agenzia è stata istituita con l'Environment Act 1995 come organismo indipendente e lavora a stretto contatto con il governo del Regno Unito per far rispettare i regolamenti.